# Convenció Internacional de Còmics de San Diego
La Convenció Internacional de Còmics de San Diego (en anglés: San Diego Comic-Con International, abreujada SDCC) és una convenció anual de còmics que se celebra durant quatre dies (de dijous a diumenge) a l'estiu al Centre de Convencions de San Diego, al sud de Califòrnia.

## Història
La SDCC es gestà en una reunió a San Diego, en cals pares del col·leccioniste Sheldon Dorf, a la qual assistiren els jóvens aficionats Richard Alf, Barry Alfonso, Bob Sourk, Dan Stewart i Mike Towry: Dorf, originari de Detroit i vint anys major que els altres, havia treballat en una convenció en la seua ciutat i duia idea d'organitzar-ne una altra a San Diego, per a la qual cosa pretenia implicar als presents. Després de presentar-los a Jack Kirby en persona, el qual accedí a assistir a la fira i suggerí obrir-la a tot l'espectre de la ciència-ficció i la fantasia, els californians acceptaren involucrar-se.
Inicialment, la Comic-Con era un esdeveniment centrat en els llibres de còmics, les pel·lícules relacionades de l'àmbit de la ciència-ficció i la fantasia, televisió i arts populars similars. Actualment, però, la convenció dona cabuda a un espectre molt més ampli de l'anomenada cultura pop i tota mena de gèneres d'entreteniment, incloient el terror, l'animació, l'anime, el manga, les joguines, els jocs de cartes col·leccionables, els videojocs, webcòmics i novel·les de fantasia. Segons la revista Forbes, la convenció és l'esdeveniment més gran d'aquesta mena del món, i Publishers Weekly afirma que la Comic-Con de San Diego és l'esdeveniment de majors proporcions que té lloc en tot Amèrica del Nord; així doncs, és també la convenció més gran que se celebra a San Diego.
L'edició de 2010 va aplegar més de 130.000 visitants, i cal destacar que el dimecres anterior a l'obertura de portes de l'esdeveniment té lloc una visita dirigida a professionals del sector i convidats pre-registrats per visitar la convenció durant tots els dies que aquesta roman oberta.